# Monastère royal de San Benito (Sahagún)
Le monastère royal de San Benito dédié à saint Benoît est situé à Sahagún Province de León (Espagne). C'est un bâtiment religieux très important au Moyen Âge, qui introduit en 1080, pour la première fois dans la péninsule ibérique, le principe de la réforme des monastères bénédictins en appliquant les règles de l'ordre de Cluny, renouveau monastique et haut lieux spirituel de l'Europe. Le déclin du monastère commence au XVe siècle, coïncidant avec la fondation du monastère de San Benito de Valladolid et la réforme mise en œuvre sans oublier les nombreux incendies, et pillages du monastère. Les ruines de la chapelle San Mancio sont classées monument national en 1931 .

## Vestiges
- Arc de San Benito, au sud de l'église abbatiale aujourd’hui disparue : construit en 1662 selon la conception de l'architecte Felipe Berrojo [3]
- Chapelle de San Mancio : dédiée à Saint-Benoît, construction du XIIe siècle de type roman - mudéjar .
- Tour de l'horloge : Autrefois, il y avait deux tours jumelles à l'entrée du monastère. Une seule a survécu aux incendies et aux pillages.
- Quelques murs du monastère sont conservés, ainsi qu'une partie du moulin, situé à côté du barrage situé sur la rivière Cea, entre Villapeceñil et Villamol.